# Thomas Reiter
Thomas Arthur Reiter (1958. május 23., Frankfurt am Main, Németország –) német űrhajós, pilóta, a Német Légierő dandártábornoka. Házas, két fiúgyermek apja.
1982-ben végzett a neubibergi Katonai Egyetemen. Az Egyesült Államokban Texasban katonai pilóta képzést kapott, ezután pedig a németországi Oldenburgban teljesített szolgálatot egy vadász-bombázó Alpha Jet pilótájaként. Az angliai Birodalmi Berepülőpilóta Iskolában kapott kiképzést. 1990-ig berepülőpilóta. Közvetlen közreműködésével fejlesztették tovább több repülőgép tulajdonságait. Pilótaként több mint 2000 órát töltött a levegőben, 15 fajta harci repülőgépen repült. 1992-ben csatlakozott az Európai Űrügynökség (ESA) űrhajózási tervező csoportjához.
1992-ben válogatták be az ESA űrhajós csapatába. 1992. május 15-től részesült űrhajóskiképzésben. Két hosszú távú űrszolgálata alatt összesen 250 napot, 5 órát és 35 percet töltött a világűrben. Jelenleg ő a legtöbb időt az űrben töltött nem amerikai vagy orosz űrhajós. Űrhajós pályafutását 2007. szeptember 30-án fejezte be.
2007-ben tagja lett a Német Űrhajózási Központ Igazgatóságának.

## Űrrepülések
- Szojuz TM–22 fedélzeti mérnök, kutatóűrhajós. Euromir 95 program keretében (1995. szeptember 3-tól – 1996. február 29-ig) szolgált a világűrben. A Jurij Gagarin Űrhajóskiképző Központban (TsPK) négyhetes kiképzésével, vizsgáival jogosultságot szerzett a Szojuz-űrhajó alkalmazására (felszállás/visszatérés). A fedélzeti mérnök feladatokon kívüli gyakorolta az űrsétát (kutatás, szerelés), valamint Szojuz űrhajó rendszerét. Összesen 179 napot, 1 órát és 41 percet töltött a világűrben. Az ESA által összeállított mintegy 40 kísérletet, kutatási programot hajtott végre. Aktívan részt vett a Mir űrállomás karbantartó munkájában. Az első nem amerikai/orosz űrhajós, aki űrsétát, kettő űrsétát  (kutatás, szerelés) végzett. Első alkalommal október 20-án 5 óra 16 perc időtartamban, majd február 8-án 3 óra 5 perc időtartamban. Az első olyan hosszú távú űrszolgálat, amit nem orosz űrhajós végzett. 1996. február 9-én Kazahsztánban, a kijelölt körzetben ért Földet.
- STS–121 a Discovery űrrepülőgép küldetése a Nemzetközi Űrállomáshoz (ISS), fedélzeti mérnök. Összesen 171 napot, 3 órát és 54 percet töltött a világűrben. Az Expedíció 13 tagjaként részt vett a Nemzetközi Űrállomás építésében. Az űrállomáson töltött öt hónap alatt az ESA Astrolab programjának keretében végzett biológiai, fiziológiai, fizikai és más kísérleteket.[5] STS–116 a Discovery űrrepülőgép fedélzetén tért vissza a Földre.

## Külső hivatkozások
- Thomas Reiter – ESA astronaut biography
- Thomas Reiter – NASA astronaut biography
- Thomas Arthur Reiter. spacefacts.de. (Hozzáférés: 2013. július 31.)
- Thomas Arthur Reiter. astronautix.com. (Hozzáférés: 2012. július 31.)